# Bombylius nudus
Bombylius nudus är en tvåvingeart som beskrevs av Charles Joseph de Villers 1789. Bombylius nudus ingår i släktet Bombylius och familjen svävflugor.
Artens utbredningsområde är Frankrike. Inga underarter finns listade i Catalogue of Life.